# Saint-Vérain
Saint-Vérain település Franciaországban, Nièvre megyében. Lakosainak száma 369 fő (2022. január 1.). Saint-Vérain Saint-Amand-en-Puisaye, Alligny-Cosne, Arquian, Bitry, La Celle-sur-Loire, Cosne-Cours-sur-Loire és Saint-Loup községekkel határos.

## Népesség
A település népessége az elmúlt években az alábbi módon változott:
| Lakosok száma | 343  | 340  | 346  | 340  | 346  | 351  | 356  | 361  | 369  |
|               | 2013 | 2015 | 2016 | 2017 | 2018 | 2019 | 2020 | 2021 | 2022 |